# إدريس الشيخي
إدريس سعيد إدريس الشيخي  (1944 - 2010)، هو شاعر شعبي ليبي.
هو من مواليد مدينة إجدابيا عام 1944 م وهو من قبيلة أولاد الشيخ ،انتقل إلى مدينة البيضاء عام 1953 م وعمره 9 سنوات وعاش في البادية جنوب مدينة البيضاء وبمدينة البيضاء بحى الفاتح دورين ، وتزوج من قبيلة البراعصة .
ويعتبر إدريس الشيخي من أشهر الشعراء الليبيين .
توفي بمدينة البيضاء الأثنين الموافق 16-11-2010 م أول أيام عيد الأضحي المبارك عن عمر يناهز 66 عاماً .

## من شعره
ومن قصائده المعروفة قصيدته عن الكرامة القائلة: